# ملحاء عصوية حمراء الجلد
ملحاء عصوية حمراء الجلد (الاسم العلمي:Halobacterium cutirubrum) هي نوع من العتائق تتبع جنس الملحاء العصوية من فصيلة الملحائية العصوية.